# 安哥拉海军
安哥拉海军（葡萄牙文：Marinha de Guerra）是安哥拉共和国的海军，负责该国長達1,600公里的海岸线防务。

## 历史
安哥拉海军成立于1977年，曾参加安哥拉内战，直到2002年内战结束。2012年7月9日，安哥拉海军建军35周年纪念仪式在罗安达举行，美国海军中将、第六舰队总司令哈里·B·哈里斯参加了纪念仪式。

## 现代化历程
尽管安哥拉海军大部分军舰仍是上世纪80年代从苏联引进的旧军舰，如今该国正将其丰富的石油资源带来的经济利益用于海军的现代化。2009年，安哥拉意图从德国采购价值共8亿美元的3艘新型边防攻击快艇（Lurssen PV80型）。 2011年，他们再次向德国提出订单，然而至今关于此事未有音讯。 2013年12月，安哥拉据传将从西班牙海军购买一批旧军舰，包括一艘小型攻击机母舰“阿斯图里亚斯亲王”号(R11 Príncipe de Asturias)、一艘新港级战车登陆舰“皮萨罗”号(L42 Pizarro)、一艘埃琳娜公主级护卫舰/扫雷支援舰“戴安娜”号(F32 Diana)、一艘奇里奥级巡逻舰“奇里奥”号(P61 Chilreu)和一艘Anaga级巡逻舰“伊萨罗”号(P27 Ízaro)。

## 结构
- 海军战争学院（Naval War Institute，INSG）
- 海事学校（Naval Academy）
- 海军专科学校（Naval Specialist School）
- 3个海岸监督中队（Coastal Surveillance Companies，CRTOC）
- 海军陆战队，包括1个轻型两栖作战营，下辖4个海军陆战连、海警部队以及两栖作战部队
- 海军特种部队，包括重武器部队、狙击单位、舰上特战单位以及装甲单位[5]

## 装备

### 水面舰艇

#### 导弹快艇
装备反舰导弹的小型舰只，可以击沉体型庞大的敌舰。最早装备于苏联海军。
- OSA-II（英语：Osa-class missile boat） 205ER 级导弹艇：6艘[6]

#### 鱼雷快艇
装备鱼雷的小型舰只，可以击沉体型庞大的敌舰。最早在二战中装备于英国皇家海军和德意志帝国海军。
- “大黄蜂(Shershen)”级鱼雷艇：6艘[7]

#### 巡逻艇
小型边防巡逻艇常用于打击海盗、走私及进行海上巡逻。
- 阿尔戈斯(("Argos))级：4艘
- 阿雷萨(Aresa) PVC-170级：5艘[5]
- 回收(Poluchat)-I级：2艘
- 甲虫(Zhuk)级：1~2艘
- 丘比特(Jupiter)级：1~2艘
- 参宿五(Bellatrix)级：4~5艘
- 曼杜姆(Mandume)级：4艘[5]
- 桑德曼(Patrulheiro)级：3艘[5]
- 纳马库拉(Namacurra)级：2艘[5]

#### 水雷艇
用于扫雷和布雷的小型舰只。
- Yevgenya级（英语：Yevgenya-class minesweeper）：2艘[8]

#### 两栖舰船
两栖突击行动中可将作战人员运送至海岸或海滩。
- Polnocny级登陆舰（英语：Polnocny-class landing ship）：Polnocny-A级1艘，Polnocny-B级3艘。[9][10]
- 阿尔芬奇(Alfange)级：1艘
- 坦克登陆艇：1艘
- LDM-400级：9~10艘[5]，1964年引进于美国

#### 海防设施
主动&被动的海岸防御系统。
- SS-C1 “萼片”雷达系统

### 反潜机
用于海上巡逻、对舰攻击、对潜攻击和搜救任务等。
| 飞行器  | 来源 | 种类       | 型号                       | 备注 |
| ------- | ---- | ---------- | -------------------------- | ---- |
| 福克F27 | 荷兰 | 海上侦察机 | F27海上执行者、F27 200-MAR |      |
| EMB-110 | 巴西 | 海上侦察机 | EMB-111A                   |      |